# Cyberpunk 2077: Phantom Liberty
Cyberpunk 2077: Phantom Liberty je datadisk k akční hře na hrdiny Cyberpunk 2077 (2020), který vyvinulo studio CD Projekt Red. Do základní hry přináší novou čtvrť a linii úkolů. Příběh rozšíření se odehrává v antiutopickém kyberpunkovém světě, v němž se hráč ujímá role žoldáka přezdívaného „V“. Jeho úkolem je zachránit prezidentku Nových Spojených států, jejíž letadlo bylo sestřeleno nad bezprávní čtvrtí Dogtown. Phantom Liberty vyšlo v září 2023 pro osobní počítače s Windows a konzole PlayStation 5 a Xbox Series X/S. Datadisk se setkal s pozitivní kritikou a od vydání se jej prodalo více než 5 milionů kopií.

## Hratelnost
Stejně jako základní hra je Phantom Liberty žánru akčního RPG z pohledu první osoby. Odehrává se v nové čtvrti pojmenované „Dogtown“, která má jedinečné postavy, úkoly a zakázky. Phantom Liberty obsahuje nový strom dovedností vycházející z Relikvie s devíti schopnostmi. Aby si hráči nové schopnosti odemkli, musí postupovat příběhem datadisku nebo získat přístup k datovým terminálům, jež jsou rozmístěny po celém Dogtownu. Rozšíření také zvyšuje maximální úroveň hráče na 60 a přidává do hry nové zbraně a vozidla. Do hry byl dále přidán nový kyberware, resp. rychlé hacky, které hráčům umožňují například provádět vzdušné úhyby, vidět skrz zdi nebo měnit vzhled postavy během akce. Vylepšen byl též boj s vozidly; hráči tak mohou řídit auta vyzbrojená raketomety. V závislosti na rozhodnutích hráčů se odemkne nový konec základní hry.

## Příběh
Jakmile V dokončí kšefty s Voodoo Boys v Pacifice, obdrží telefonát od Song „Songbird“ So Mi (Minji Changová), pobočnice Rosalind Myersové (Kay Bessová), prezidentky Nových Spojených států (zkráceně NUSA), jejíž letadlo bylo nedávno sestřeleno nad Night City a havarovalo v bezprávní čtvrti Dogtown. Navrhne dohodu, že pokud V zachrání Myersovou, na oplátku jej zbaví Relikvie a zabrání tak jeho smrti. Dále je seznámen se situací v Dogtownu, čtvrti nikoho, jíž neoficiálně vládne Kurt Hansen (Eliah Mountjoy), který se pravděpodobně pokusí unést Myersovou. V se dostane do Dogtownu a úspěšně doprovodí Myersovou z místa havárie do bezpečného úkrytu, ačkoliv při cestě ztratí kontakt se Songbird. Johnny poznamená, že Myersová a Songbird pravděpodobně něco tají.
Následujícího rána je Songbird stále nezvěstná, a proto Myersová zaúkoluje V, aby ji vypátral společně se Solomonem Reedem (Idris Elba), spícím agentem NUSA v Dogtownu. Reed souhlasí, přičemž V se dozvídá, že Reeda po neúspěšném atentátu ze strany Arasaky NUSA opustila v Night City. Požádají o pomoc Slidera, síťaře z městského podsvětí, s jehož pomocí vypátrají stopu Songbird vedoucí za Černou zeď, tedy firewall, který chrání Síť před nebezpečnými viry a zběhlými umělými inteligencemi. Songbird přes tuto virtuální zeď pronikla, aby mohla kontaktovat V. Slider poté naváže kontakt se Songbird, která řekne, že je v Hansenově zajetí, načež Slidera zabije zkrat.
Po těchto událostech V nadále spolupracuje s Reedem, který vysvětlí, že na rozkaz NUSA jej měla Songbird zaprodat Arasace, a že Songbird nezákonně zkoumala Černou zeď na rozkaz Myersové. Bez ohledu na tyto okolnosti ji chce Reed zachránit, a proto společně s V infiltruje Hansenovo sídlo, kde Songbird naleznou. Nicméně, vystavení Černé zdi poškodilo její mysl, kterou by mohla vyléčit Nervová matrice, zařízení, které vlastní Hansen. Mimoto se V dozvídá, že matrice by mohla vyléčit i jeho. Songbird proto vymyslí plán, jak matrici ukrást, zatímco V a Reed si uvědomí, že pád letadla Myersové způsobila Songbird, jelikož se chtěla dostat blíž k Hansenovi a matrici díky tomu ukrást, tudíž si zachránit život. Nehledě na toto zjištění loupež podniknou a matrici získají, ale Songbird podlehne kyberpsychóze a uprchne do Cynosure, starého zařízení Militechu, které mělo konkurovat Dušemoru. V zabije Hansena a dožene Songbird, která začne pomalu umírat. V závislosti na hráčových volbách V buď zabije Reeda, čímž umožní Songbird uprchnout s matricí na Měsíc, kde by jí dle jejích slov měli vyléčit; zabije Songbird, aby nadále netrpěla a nepadla do rukou NUSA; anebo ji předá Reedovi, který jí přislíbí veškerou zdravotnickou pomoc NUSA. Díky poslední zmíněné volbě se V dozví, že u Songbird se matrice minula účinkem, ale podařilo se jí zachránit jinými metodami.
Pokud Reed a Songbird přežijí, je možné dosáhnout dalšího z konců celé hry. Myersová vyznamená V a Reed jej zpraví, že s pomocí matrice jej skutečně mohou vyléčit. Pokud V souhlasí, chirurgové z NUSA použijí matrici, vyjmou Relikvii z mozku V a odstraní Johnnyho. Po dvou letech strávených v kómatu se V probouzí a zjišťuje, že jeho nervová soustava utrpěla nezvratné poškození, kvůli němuž nesmí používat kyberimplantáty. Neschopen se vrátit ke starému životu se V stává jedním z prostých obyvatel Night City.

## Vývoj a vydání
Vývoj Phantom Liberty stál více než 60 milionů dolarů. Dne 6. září 2022 studio CD Projekt Red potvrdilo, že datadisk vyjde pro osobní počítače a konzole Xbox Series X/S a PlayStation 5 v roce 2023. Jedná se o jediné plánované rozšíření hry, v němž si Keanu Reeves zopakuje roli Johnnyho Silverhanda. Dne 16. listopadu 2022 bylo potvrzeno, že Phantom Liberty bude placeným rozšířením, podobně jako byla rozšíření pro Zaklínače 3 Srdce z kamene a O víně a krvi. Během udílení cen The Game Awards byl roku 2022 zveřejněn první trailer k datadisku; odhalil, že se projektu účastní herec Idris Elba. Datum vydání stanovené na 26. září 2023 bylo ohlášeno v témže roce během prezentace Xboxu na online události Summer Game Fest. Při předobjednávce rozšíření získal hráč ve hře bonusové vozidlo. Před vydáním Phantom Liberty zveřejnila společnost CD Projekt 21. září velkou aktualizaci titulu s označením Update 2.0, jež do hry přidala nové funkce oznámené spolu s datadiskem. Aktualizace se dočkaly platformy Microsoft Windows, PlayStation 5 a Xbox Series X/S. V prosinci 2023 vydal CD Projekt rozšířenou edici hry, Cyberpunk 2077: Ultimate Edition, která obsahuje základní hru i datadisk Phantom Liberty.
Při vývoji Phantom Liberty se tým inspiroval špionážními thrillery. Dogtown je popsán jako „drsnější oblast“, jíž vládnou milice, a místo, kam „utíkají odporné postavy“, protože korporátům a policii je vstup zakázán. Oblast byla tedy navržena tak, aby působila „represivně“. Senior scenáristka Magda Zychová k příběhu datadisku dodala, že Phantom Liberty doplňuje témata základní hry „o politiky na vyšších pozicích a o státní orgány“. Herec Idris Elba se k projektu připojil poměrně brzy během jeho vývoje. Ztvárnil Solomona Reeda, spícího agenta NUSy. Elba jej popsal jako „průvodce nebo v některých případech ochránce“ hráčské postavy, ale neví se, zda je zcela důvěryhodný. Elba, jenž se během svého života živil DJováním, vybíral hudbu pro herní rozhlasovou stanici a také vytvořil tři unikátní skladby pro rozšíření. Hudbu složili P. T. Adamczyk a Jacek Paciorkowski, Dawid Podsiadło pak vytvořil ústřední znělku datadisku.

## Přijetí

### Kritika
| Agregátor  | Skóre                               |
| ---------- | ----------------------------------- |
| Metacritic | PC: 89/100 PS5: 87/100 XSXS: 89/100 |

| Udělil        | Skóre  |
| ------------- | ------ |
| Destructoid   | 8,5/10 |
| Game Informer | 8,5/10 |
| GameSpot      | 10/10  |
| GamesRadar+   | [ 26 ] |
| IGN           | 9/10   |
| PC Gamer (US) | 87/100 |

Phantom Liberty získalo na recenzním agregátoru Metacritic „celkově příznivé“ kritiky.
Ted Litchfield z PC Gameru popsal Phantom Liberty jako „napínavý špionážní thriller“ plný „hrůzných“ voleb a „napínavý vrchol tří let trvajícího vykoupení Cyberpunku 2077“. Wesley LeBlanc píšící pro Game Informer ocenil datadisk spolu s aktualizací 2.0; označil je za „vyvrcholení“ práce, kterou CD Projekt strávil přepracováním Cyberpunku 2077 po jeho uvedení na trh v roce 2020. Líbil se mu nový konec a pochválil vylepšenou hratelnost, díky níž je hraní ve stealthu příjemné. Michael Higham ze serveru GameSpot dal rozšíření perfektní hodnocení, přičemž ocenil jeho příběh, vedlejší obsah a postavy. Svou recenzi uzavřel slovy, že „Phantom Liberty je Cyberpunk 2077 v nejlepší formě“, a pochválil jej za respektování tradic žánru a za příběh, jenž je „krutý, k zamyšlení a hořkosladký“.

### Prodeje
Phantom Liberty se za týden po vydání prodaly 3 miliony kopií. K listopadu 2023 činily prodeje 4,3 milionu kopií a v lednu 2024 studio CD Projekt Red oznámilo, že se rozšíření prodalo více než 5 milionů kopií.

### Ocenění a nominace
| Ocenění                       | Datum              | Kategorie                                             | Nominovaný                      | Výsledek          | Zdroje        |
| ----------------------------- | ------------------ | ----------------------------------------------------- | ------------------------------- | ----------------- | ------------- |
| Golden Joystick Awards        | 10. listopadu 2023 | Nejlepší rozšíření hry                                | Cyberpunk 2077: Phantom Liberty | vítězství         | [ 32 ]        |
| Golden Joystick Awards        | 10. listopadu 2023 | Nejlepší trailer                                      | Cyberpunk 2077: Phantom Liberty | vítězství         | [ 32 ]        |
| The Game Awards               | 7. prosince 2023   | Nejlepší příběh                                       | Cyberpunk 2077: Phantom Liberty | nominace          | [ 33 ]        |
| The Game Awards               | 7. prosince 2023   | Nejlepší herecký výkon                                | Idris Elba jako Solomon Reed    | nominace          | [ 33 ]        |
| New York Game Awards          | 23. ledna 2024     | Cena Big Apple za nejlepší hru roku                   | Cyberpunk 2077: Phantom Liberty | nominace          | [ 34 ] [ 35 ] |
| New York Game Awards          | 23. ledna 2024     | Cena Hermana Melvilla za nejlepší scénář              | Cyberpunk 2077: Phantom Liberty | nominace          | [ 34 ] [ 35 ] |
| New York Game Awards          | 23. ledna 2024     | Cena Sochy svobody za nejlepší svět                   | Cyberpunk 2077: Phantom Liberty | nominace          | [ 34 ] [ 35 ] |
| New York Game Awards          | 23. ledna 2024     | Cena Great White Way za nejlepší herecký výkon ve hře | Idris Elba jako Solomon Reed    | nominace          | [ 34 ] [ 35 ] |
| New York Game Awards          | 23. ledna 2024     | Cena mostu George Washingtona za nejlepší DLC         | Cyberpunk 2077: Phantom Liberty | vítězství         | [ 34 ] [ 35 ] |
| D.I.C.E. Awards               | 15. února 2024     | RPG roku                                              | Cyberpunk 2077: Phantom Liberty | dosud nevyhlášeno | [ 36 ]        |
| Visual Effects Society Awards | 21. února 2024     | Významné vizuální efekty v projektu v reálném čase    | Cyberpunk 2077: Phantom Liberty | dosud nevyhlášeno | [ 37 ]        |